# Rhatta perrubra
Rhatta perrubra là một loài bướm đêm trong họ Noctuidae.